# Биотин
Биоти́н (кофермент R, иногда называют витамин H, витамин B7) — водорастворимый витамин группы B. Молекула биотина состоит из тетрагидроимидазольного и тетрагидротиофенового кольца, в тетрагидротиофеновом кольце один из атомов водорода замещён на валериановую кислоту. Биотин является кофактором в метаболизме жирных кислот, лейцина и в процессе глюконеогенеза.

## Физико-химические свойства
Биотин образует игольчатые кристаллы с температурой плавления 232 °C. В поперечном сечении кристалл представляет собой ромб, острые углы которого равны 55°. Длина осей: а = 5,25 Å, b = 10,35 Å, с = 21,00 Å. Плотность кристаллов 1,41 г/см3. Молекулярная масса биотина на основе химической формулы равна 214, на основе рентгеноскопического анализа — 245 ± 6. При исследовании кристаллической структуры биотина установлено, что алифатическая цепь находится в цис-положении по отношению к уреидной циклической группировке.
Биотин хорошо растворим в воде и спирте, трудно растворим в эфире, углеводородах парафинового ряда и несколько лучше в циклогексане, бензоле, галогенированных углеводородах, спиртах и кетонах (ацетон). Биотин устойчив к действию ультрафиолетовых и рентгеновских лучей. Он разрушается под влиянием перекиси водорода, соляной кислоты, едких щелочей, формальдегида и сернистого газа. Он не изменяется под действием молекулярного кислорода, серной кислоты, гидроксиламина. В ультрафиолетовых лучах для биотина не обнаружено специфического поглощения.

## Биохимическая роль
Входит в состав ферментов, регулирующих белковый и жировой баланс, обладает высокой активностью. Участвует в синтезе глюкокиназы — фермента, регулирующего обмен углеводов.
Является коферментом различных ферментов, в том числе и транскарбоксилаз. Участвует в синтезе пуриновых нуклеотидов. Является источником серы, которая принимает участие в синтезе коллагена. С участием биотина протекают реакции активирования и переноса СО2.

## Рекомендуемая суточная норма потребления
Российскими рекомендациями установлена физиологическая потребность в биотине для взрослых — 50 мкг/сутки. Для детей — от 10 до 50 мкг/сутки в зависимости от возраста. Верхний допустимый уровень потребления не установлен.

### Адекватное потребление биотина для разных возрастов
| Возраст                                  | 0—6 месяцев | 7—12 месяцев | 1—3 года | 4—8 лет | 9—13 лет | 14—20 лет | 21 лет и старше |
| ---------------------------------------- | ----------- | ------------ | -------- | ------- | -------- | --------- | --------------- |
| Адекватное потребление биотина, мкг/день | 5           | 6            | 8        | 12      | 20       | 25        | 30              |

## Гиповитаминозы

### Причины
- генетические заболевания (Дефицит биотинидазы[англ.] — не более 5 случаев на 100 тысяч человек[7]);
- применение антибиотиков и сульфаниламидных препаратов угнетает здоровую микрофлору кишечника, синтезирующую биотин;
- злоупотребление диетами, которые ограничивают нормальное питание;
- нарушения пищеварения, обусловленные атрофией слизистой оболочки желудка и тонкого кишечника (синдром мальабсорбции после резекции тонкого кишечника);
- регулярное употребление сахарина, который негативно влияет на усвоение и метаболизм биотина, а также угнетает микрофлору кишечника, синтезирующую биотин;
- употребление сырых яиц, белок которых содержит гликопротеид авидин, взаимодействующий с биотином;
- употребление продуктов, содержащих сернистые соединения в качестве консервантов (E221—E228) (сернистый ангидрид, образующийся при нагревании таких продуктов, а также при контакте их с воздухом, разрушает биотин);
- злоупотребление алкоголем (алкогольные напитки мешают нормальному усвоению биотина).

### Проявления
При недостатке биотина наблюдаются:
- поражения кожи рук и ног
- сухость и нездоровый оттенок кожи
- бледный гладкий язык
- сонливость, депрессия
- болезненность и слабость мышц
- гипотония
- высокий уровень холестерина и сахара в крови, ведущий к развитию гипергликемии
- малокровие
- потеря аппетита и тошнота
- ухудшение состояния волос
- замедляется рост.

## Содержание в пищевых продуктах
В малых количествах биотин содержится во всех продуктах, но больше всего этого витамина содержится в печени, почках, дрожжах, бобовых (соя, арахис), цветной капусте, орехах. В меньшей степени он содержится в томатах, шпинате, яйцах (в сырых биодоступность снижена из-за присутствия в белковой части авидина), в грибах.
С пищей поступает достаточное для организма количество биотина.
Здоровая микрофлора кишечника синтезирует значительные количества биотина.

## Распределение в организме
Биотин в живом организме концентрируется в печени, почках.

## Синтез
Процесса синтеза биотина разработан и запатентован в 1949 году совместно Моисеем Вольфом Гольдбергом и Лео Хенриком Штернбахом.